# Kernkraftwerk Winfrith
Das ehemalige Kernkraftwerk Winfrith befindet sich bei Winfrith, Dorset in Großbritannien. Es war von 1968 bis 1990 in Betrieb. Eigentümer und Betreiber des Kernkraftwerks war die United Kingdom Atomic Energy Authority (UKAEA).

## Reaktor
Das Kernkraftwerk Winfrith bestand aus einem leichtwassergekühlten und schwerwassermoderierten Reaktor vom Typ SGHWR (Steam Generating Heavy Water Reactor) mit einer elektrischen Nettoleistung von 92 MWe und einer Bruttoleistung von 100 MWe. Dieser Kernreaktor war während der Betriebszeit und blieb bis heute der Einzige seines Typs. Bei der Europäischen Kommission wurde er als „großer Leistungsreaktor“ geführt.

## Inbetriebnahme/Abschaltung
Der Baubeginn für das Kernkraftwerk Winfrith war am 1. Mai 1963. Der Reaktor wurde am 1. Dezember 1967 erstmals mit dem Stromnetz synchronisiert und ging am 1. Januar 1968 in den kommerziellen Leistungsbetrieb über. Er lieferte über 22 Jahre lang insgesamt 10.957 Gigawattstunden Strom für das kommerzielle Stromnetz, bis er am 11. September 1990 endgültig abgeschaltet wurde.

## Stilllegung

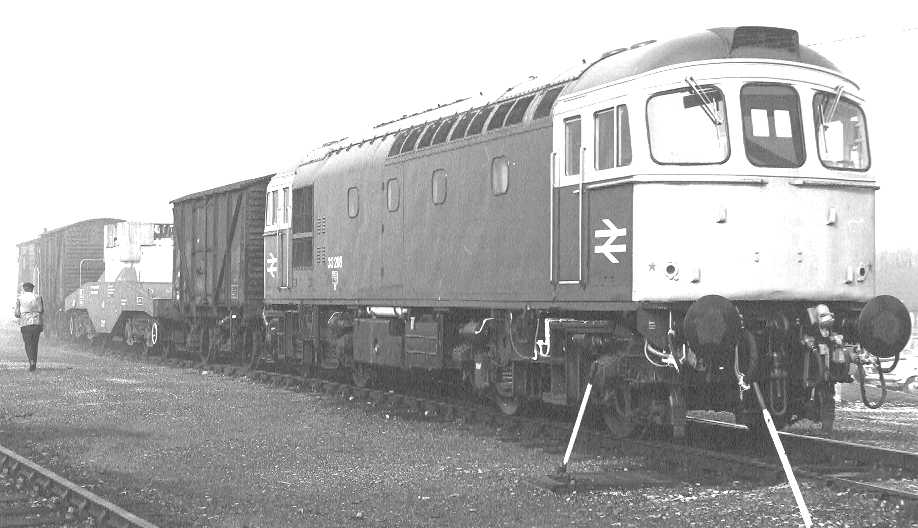
Ein Zug wartet auf Material aus dem Kernkraftwerk Winfrith

Seit der Reaktor 1990 abgeschaltet wurde, wurden bereits wichtige Stilllegungsarbeiten durchgeführt. Bis 2017 soll der Reaktor endgültig stillgelegt sein. Seit 2018 wird der Reaktorkern zerlegt, die Arbeiten dauerten 2025 noch an.
Bisherige Fortschritte des Rückbaus:
- Abtransport der Brennelemente und Trockenlegung des Reaktors
- Abbau der Verwaltungsgebäude
- Wartung und Pflege der Anlage vor dem endgültigen Abriss[4]

Ursprünglich sollten die Stilllegungsarbeiten über 100 Jahre dauern. Inzwischen wurde dieser Plan aber überarbeitet.

## Daten des Reaktorblocks
Das Kernkraftwerk Winfrith hatte einen Block:
| Reaktorblock   | Reaktortyp | Netto- leistung | Brutto- leistung | Baubeginn   | Netzsyn- chronisation | Kommerzieller Betrieb | Abschaltung        |
| -------------- | ---------- | --------------- | ---------------- | ----------- | --------------------- | --------------------- | ------------------ |
| Winfrith SGHWR | SGHWR      | 92 MW           | 100 MW           | 1. Mai 1963 | 1. Dezember 1967      | 1. Januar 1968        | 11. September 1990 |